# テイラー・ジョーダン
テイラー・ジョセフ・ジョーダン（Taylor Joseph Jordan, 1989年1月17日 - ）は、アメリカ合衆国・フロリダ州ブレバード郡メリット島出身のプロ野球選手（投手）。右投右打。

## 経歴
2007年のMLBドラフト18巡目（全体559位）でシンシナティ・レッズから指名されたが入団せず。
2009年のMLBドラフト9巡目（全体262位）でワシントン・ナショナルズから指名され、6月14日に入団。
2011年9月7日にトミー・ジョン手術を行った。
2013年はAA級ハリスバーグ・セネターズに昇格。9試合に登板し7勝0敗、防御率は0.83と好成績を残したため、6月29日にメジャー初昇格を果たした。同日のニューヨーク・メッツ戦で先発としてメジャーデビュー。4.1回を投げ3失点を喫し、敗戦投手となった。7月28日の同カードで6回を投げ1失点に抑え、初勝利を挙げた。最終的にこの年は9試合を投げ1勝3敗、防御率3.66だった。
2014年は5試合に先発登板したが、防御率5.61・WHIP1.64と打ち込まれて3敗を喫し、結果を残せなかった。
2015年は4試合に登板したが、先発で投げたのは1試合だけだった。メジャーデビュー以来、初めて被本塁打0で乗り切ったものの、防御率は5.29で2敗を喫した。
2016年5月27日に2度目のトミー・ジョン手術を受けることが発表された。6月28日に自由契約となった。
2017年はリハビリのため所属球団なし。
2018年3月19日に独立リーグ・アメリカン・アソシエーションのスーシティ・エクスプローラーズと契約。8月8日に台湾・中華職業棒球大聯盟の富邦ガーディアンズに移籍。
2019年4月3日にスーシティ・エクスプローラーズに復帰。

## 詳細情報

### 背番号
- 38 (2013年 - 2015年)
- 35 (2018年)